# Olympische Winterspiele 1964/Teilnehmer (Griechenland)
| Gelbes Symbol für Goldmedaillen mit stilisierten Olympischen Ringen | Graues Symbol für Silbermedaillen mit stilisierten Olympischen Ringen | Braundes Symbol für Bronzemedaillen mit stilisierten Olympischen Ringen |
| ------------------------------------------------------------------- | --------------------------------------------------------------------- | ----------------------------------------------------------------------- |
| —                                                                   | —                                                                     | —                                                                       |

Griechenland nahm an den Olympischen Winterspielen 1964 in der österreichischen Stadt Innsbruck mit drei männlichen Athleten in einer Sportart teil.
Seit 1936 war es die fünfte Teilnahme eines griechischen Teams bei Olympischen Winterspielen.

## Teilnehmer nach Sportarten

### Ski Alpin
Herren
- Konstantinos Karydas

- Abfahrt: 3:10,09 min, Platz 73
- Riesenslalom: 2:35,89 min, Platz 73
- Slalom: mit 1:31,51 min (Platz 82) und 1:37,46 min (Platz 55) nicht für das Finale qualifiziert

- Vasilios Makridis

- Riesenslalom: 2:57,79 min, Platz 78
- Slalom: mit 1:19,60 min (Platz 77) und 1:40,27 min (Platz 56) nicht für das Finale qualifiziert

- Dimitrios Pappos

- Riesenslalom: 2:35,52 min, Platz 72
- Slalom: disqualifiziert